# Big Jack Johnson
Big Jack Johnson (Lambert, 30 juli 1940 - Memphis, 14 maart 2011) was een Amerikaanse electric bluesmuzikant (zang, gitaar, basgitaar, mandoline) en songwriter. Hij was een van de hedendaagse exponenten van een scherpere, geëlektrificeerde versie van het rauwe, ongesneden deltabluesgeluid. Hij was een van een klein aantal bluesmuzikanten die de mandoline speelden. Hij won in 2003 een W.C. Handy Award voor het beste akoestische bluesalbum.

## Biografie
Johnson was een van de 18 kinderen in zijn familie. Zijn vader Ellis Johnson was een pachter en zijn familie plukte katoen, maar hij was ook een werkende muzikant, leidde een band op lokale evenementen en speelde viool en mandoline in country- en bluesstijlen. Johnson begon zijn muzikale carrière op 13-jarige leeftijd als gitarist bij zijn vader, een blues- en countrymuzikant. In zijn tienerjaren begon hij elektrische gitaar te spelen, aangetrokken door het stedelijke geluid van B.B. King.
Johnson kreeg de bijnaam 'The Oil Man', vanwege zijn dagelijkse baan als vrachtwagenchauffeur voor Shell Oil. Hij was de vader van 13 kinderen.
Zijn eerste professionele optreden, afgezien van de band van zijn vader, was met Earnest Roy sr., CV Veal & the Shufflers en Johnny Dugan & the Esquires.
In 1962 vormden Johnson, Sam Carr en Frank Frost de Jelly Roll Kings en The Nighthawks, waarin Johnson bas speelde en de twee albums Hey Boss Man (1962) en My Back Scratcher (1966) uitbracht. Johnsons eerste opnames als zanger was op het album Rockin' the Juke Joint Down uit 1979, uitgegeven door Earwig Music. Met Frost als bandleider hebben ze 15 jaar samen opgetreden en opgenomen.
Johnsons eerste soloalbum The Oil Man, inclusief het nummer Catfish Blues, werd in 1987 uitgebracht door Earwig. Hij nam solo op en als lid van de Jelly Roll Kings en Big Jack Johnson and the Oilers (met de dichter en muzikant Dick Lourie).
Hij schreef en speelde Jack's Blues en speelde Catfish Medley met Samuel L. Jackson op de soundtrack van de film Black Snake Moan. Zijn album Daddy, When Is Mama Comin Home? (1990) presenteert sociale problemen.
Vervolgens trad hij op en nam hij op met zijn band The Cornlickers, met Dale Wise op drums, Dave Groninger op gitaar, Tony Ryder op bas en Bobby Gentilo op gitaar. In 1997 kwamen ze nog een keer samen om het album Off Yonder Wall op te nemen. Ze namen de albums Katrina (2009) en Big Jack's Way (2012) op.
Voor zijn album The Memphis Bar-B-Que Sessions uit 2002, opgenomen met bluescollega's als Pinetop Perkins en Kim Wilson, kreeg Johnson de Handy Award in de categorie «Acoustic Blues Album of the Year». In de loop van zijn carrière werd Johnson veelvoudig onderscheiden.

## Overlijden
Big Jack Johnson overleed in maart 2011 op 70-jarige leeftijd na een langdurige ziekte. Volgens familieleden had hij in zijn laatste jaren met gezondheidsproblemen geworsteld, die verergerden tot het punt dat er foutieve berichten waren over zijn dood in de dagen ervoor.
Johnson werd postuum geëerd met een plaquette op de Clarksdale Walk of Fame in augustus 2011. Hij heeft ook een markering op de Mississippi Blues Trail in Clarksdale.

## Discografie
Solo
- 1987: The Oil Man (Earwig)
- 1991: Daddy, When Is Mama Comin' Home (Earwig)
- 1996: We Got to Stop This Killing (MC Records)
- 1997: Live in Chicago (Earwig; opgenomen 1994–95)
- 1998: All the Way Back (MC Records)
- 2000: Roots Stew (MC Records)
- 2002: The Memphis Bar-B-Que Sessions
- 2007: Juke Joint Saturday Night
- 2008: Katrina

Met The Jelly Roll Kings
- 1979: Rockin' the Juke Joint Down (Earwig)
- 1997: Off Yonder Wall (Fat Possum Records)

Met Frank Frost
- 1962: Hey Boss Man! – Frank Frost and the Nighthawks
- 1990: Jelly Roll King (Charly Blues)

Met anderen
- 1992: Portrait – Lonnie Shields (Rooster Blues)
- 2000: Blues Advice – Ernie Hawkins (Orchard)
- 2005: I Watched The Devil Die – Chris Cotton (Yellow Dog)
- 2004: Lonesome Plowboy – Nate Myers (MercAce13)

Compilaties
- 1992: Blue Yule: Christmas Blues and R&B Classics (Rhino)
- 1994: Sun Records Collection (Rhino)
- 1995: Blues Fest: Modern Blues of the ‘80s (Rhino)
- 1995: Earwig 16th Anniversary Sampler (Earwig)
- 1997: Mucho Mojo: Best of Fat Possum (Fat Possum Records)
- 1998: Defiance Blues (A&M Records)
- 1998: River Song: A Musical Journey Down the Mississippi (Smithsonian Folkways)
- 1999: Earwig 20th Anniversary Collection (Earwig)
- 2000: Road Trip Blues (House of Blues)
- 2000: Rooster Blues Records: 1980-2000 Sampler
- 2001: The Handy Award Nominees, Volume 1 (Music Blitz)
- 2003: Best of MC Records 1996-2002 (MC Records)

## Filmografie
Optredens
- 1991: Juke Joint Saturday Night: Live From Margaret's Blues Diamond Lounge
- 1991: Deep Blues: A Musical Pilgrimage to the Crossroads
- 2003: The Living Blues (tv-documentaire)

Soundtracks (aandeel)
- 2006: Black Snake Moan
- 2007: Reservation Road

- Bibliothèque nationale de France: cb141908704 (data)
- Gemeinsame Normdatei: 134936981
- International Standard Name Identifier: 0000 0000 7841 0342
- Library of Congress Control Number: no98026372
- MusicBrainz: 38ba117d-3df3-482a-8484-f7d65e2fe47f
- Virtual International Authority File: 74062148
- WorldCat: E39PBJg8DQPXDpc34wtQjHTPwC